# ریکاردو لاماس
ریکاردو لاماس (انگلیسی: Ricardo Lamas؛ زادهٔ ۲۱ مهٔ ۱۹۸۲) ورزشکار هنرهای رزمی ترکیبی اهل ایالات متحده آمریکا است. وی بین سال‌های ۲۰۰۸ تا ۲۰۲۰ میلادی فعالیت می‌کرد.